# REGISonline
Das regionale Informations-System REGISonline ist das gemeinsame Internetangebot der Wirtschaftsfördereinrichtungen von 19 Landkreisen und Städten aus Niedersachsen und der Stadt Bremen.

## Definition und Ziele
Die Anbieter verstehen REGISonline als Serviceportal für Wirtschaftsförderung und Standortmarketing sowie als Wirtschaftspartner-Börse für die Unternehmen aus ihrem regionalen Zuständigkeitsbereich. Ihre Ziele sind die kompakte Internetpräsentation des Wirtschaftspotenzials, die Unterstützung der regionalen Unternehmen bei der Suche nach Kooperationspartnern und neuen Kunden sowie die abgestimmte Entwicklung von softwarebasierten Diensten für die eigenen Aufgaben.

## Geschichte
REGISonline beruht auf einer langjährigen Zusammenarbeit der Landkreise und kreisfreien Städte im Nordwesten Deutschlands und ist eines der kontinuierlichsten Netzwerke in kommunaler Trägerschaft. Im Jahr 1988 fand man sich in dem REGIS-Netzwerk zusammen, um regionale Wirtschaftsinformationen zu sammeln und zu der Zeit noch eher für den internen Gebrauch in Wirtschaftsförderung und Regionalplanung zu nutzen. Initiiert wurde das Netzwerk von der Transferstelle d i a l o g, der Wissens- und Technologietransferstelle der Carl von Ossietzky Universität Oldenburg zusammen mit Wirtschaftsfördereinrichtungen und Wirtschaftskammern aus der Region Weser-Ems. Die Betreuung des Netzwerkes und die technische Weiterentwicklung des Informationssystems obliegt seit 1997 der regio gmbh aus Oldenburg, einer Ausgründung aus der Transferstelle d i a l o g. Im Jahr 1997 wurde der gemeinsame Internetauftritt gestartet. Seit Anfang 2007 liegt das Portal auch in einer englischen Fassung vor und unterstützt damit das internationale Standortmarketing der Region. Nach einem umfassenden Relaunch des Internetauftritts im Februar 2014 präsentiert sich REGISonline in einem vollständig überarbeiteten Layout. Durch das responsive Design des neuen Internetauftritts, ist die Website auch auf Mobilgeräten nutzbar und eine Neuentwicklung der Unternehmenssuche inklusiver einer kartenbasierten Suche sorgt für einen Zugang zur Wirtschaftspartner-Börse mit den rund 6.400 Unternehmensprofilen.

## Region und Netzwerkpartner
Das Netzwerk der kommunalen Partner umfasst 21 Gebietskörperschaften im Nordwesten Niedersachsens und die Stadt Bremen. 

### Städte
- Bremen (aufgrund der Überschneidung von Landes- und Stadtbehörden ist die Stadt Bremen nicht mit den kreisfreien Städten in Niedersachsen vergleichbar)
- Delmenhorst
- Emden
- Nordenham
- Oldenburg

### Landkreise
- Ammerland mit Sitz in Westerstede
- Aurich mit Sitz in Aurich
- Cloppenburg mit Sitz in Cloppenburg
- Diepholz mit Sitz in Diepholz
- Emsland mit Sitz in Meppen
- Friesland mit Sitz in Jever
- Heidekreis mit Sitz in Bad Fallingbostel
- Leer mit Sitz in Leer
- Nienburg/Weser mit Sitz in Nienburg/Weser
- Oldenburg mit Sitz in Wildeshausen
- Osnabrück mit Sitz in Osnabrück
- Osterholz mit Sitz in Osterholz-Scharmbeck
- Vechta mit Sitz in Vechta
- Wittmund mit Sitz in Wittmund

Zusätzlich zu den Wirtschaftsfördereinrichtungen der vertretenen Kommunen auf der Kreisebene arbeiten einige Wirtschaftskammern der Region und regionale Verbünde, wie z. B. die Metropolregion Bremen/Oldenburg, an der kontinuierlichen Weiterentwicklung der REGIS-Dienste mit. Die Netzwerkpartner treffen sich zweimal im Jahr zur Poolsitzung.

## Dienste
Das Internetportal „REGISonline.de“ ist werbefrei und kostenlos nutzbar. Das Angebot basiert auf Datenbanken für Unternehmensdaten, Gewerbeflächen- und Gewerbeimmobilienangebote, regionalstatistische Daten und Standortinformationen der Kommunen. Außerdem bietet das Portal Informationsprofile und Linkverweise zum Serviceangebot der Wirtschaftsfördereinrichtungen, zu den Wirtschaftskammern, den regionalen Verbünden, den Branchen- und Clusterinitiativen sowie den Hochschul- und Forschungseinrichtungen der Region. Den Nutzern des Internetangebots werden interaktive Karten- und Kriterien-Suchfunktionen und ausführliche Informationsprofile geboten. 
Die Inhalte der Datenbanken werden von den einzelnen Kommunen oder den Unternehmen selbst über einen eigenen Online-Zugang zu einem Datenverwaltungswerkzeug eingestellt und gepflegt.